# Мацей Сломчинський

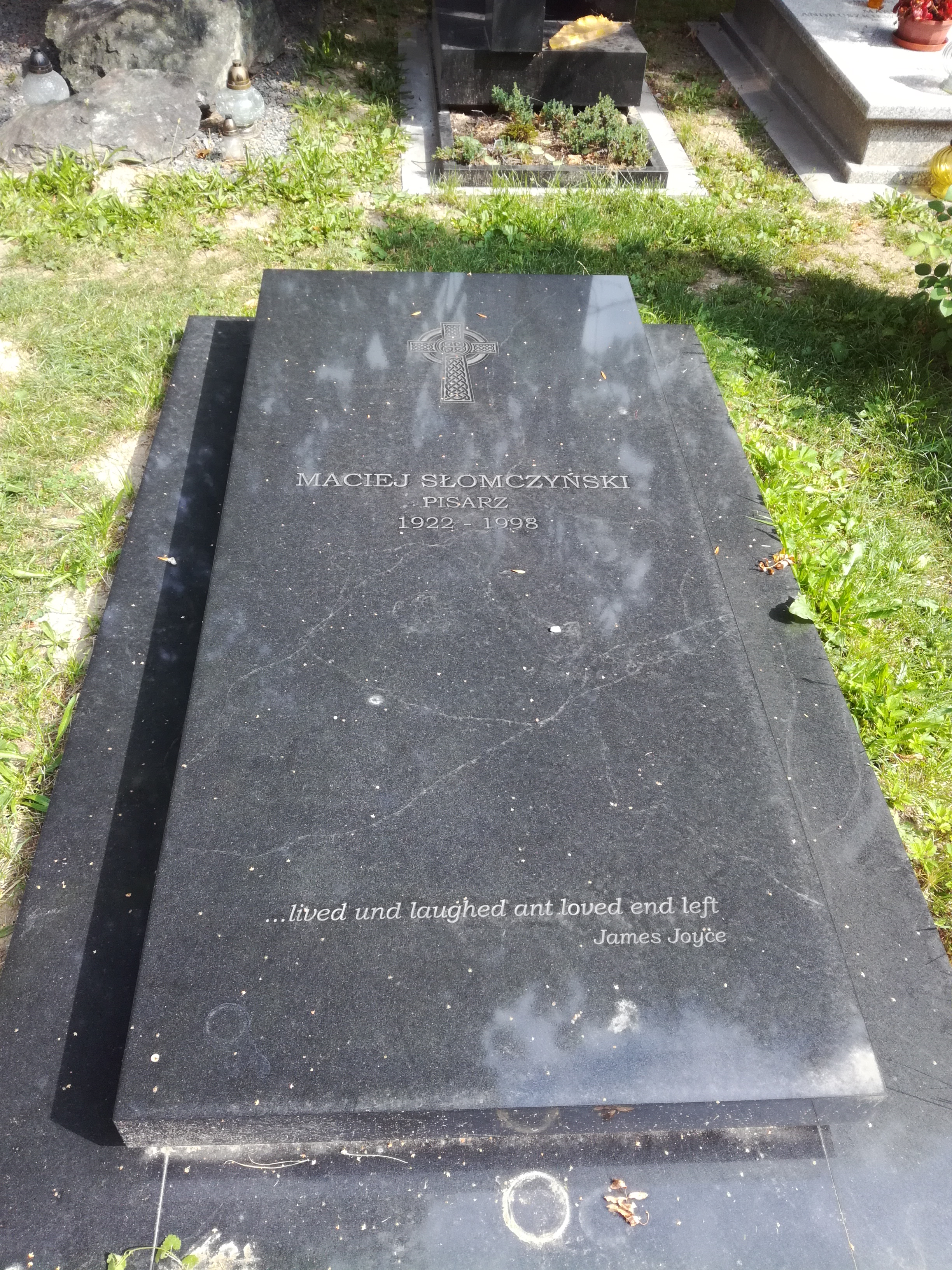
Могила Мацея Сломчинського на Раковицькому цвинтарі.

Ма́цей Сломчи́нський (пол. Maciej Słomczyński; * 10 квітня 1920, Варшава — † 20 березня 1998, Краків) — польський письменник, перекладач, автор детективних творів. На 2017 рік він залишався єдиним, хто переклав усі твори Вільяма Шекспіра.

## Біографічні дані
Мацей Сломчинський народився у Варшаві, на вулиці Варецькій. Його батьком був американський режисер і продюсер Меріан Купер, який у 1919—1920 роках воював добровольцем в ескадрильї «Костюшко» на Польсько-радянській війні. Мати — англійка Марджорі Кросбі (1884—1954), яка працювала перекладачкою в британському посольстві у Варшаві, — згодом Кросбі-Сломчинська. Мацеєві дали прізвище його вітчима, Александера Сломчинського, за якого вийшла заміж Марджорі, не поїхавши до США з Купером.
Мацей виростав у Мілянувку. Вдома говорили по-англійському, й він добре опанував цю мову. У школі був відомий своїми блискучими есе та суперечками з учителями. Спершу Мацея перевели в гімназію отців піарів біля Кракова, а тоді до Гдині, де він навчався зі своїм старшим братом Войцехом. Склавши екстерном іспити, 1 липня 1939 року Сломчинський у Вейгерові одержав атестат про середню освіту й повернувся до Мілянувка.
1941 року він вступив до польської підпільної політично-військової організації «Конфедерація народу», а в 1943-му став членом Армії Крайової. Цього ж року одружився з уродженкою Вілянувка Барбарою Таргонською (після Другої світової війни розлучився з нею). Під час німецької окупації, у 1944 році, Сломчинського заарештували за приховування євреїв і ув'язнили у варшавській тюрмі Пав'як, звідки він утік. Перебравшись в Австрію, потрапив у трудовий табір, звідки теж утік. Бувши в американській зоні окупації, у першій половині 1945 року Сломчинський зголосився до армії США, потрапив як перекладач у Четверту танкову дивізію, що дислокувалась у Франції, а з 10 червня цього ж року став служити в польовій жандармерії 398 батальйону Збройних сил Польщі.
У липні 1946 року він повернувся до Польщі, оселився в Лодзі й потрапив під нагляд служби безпеки. За Сломчинським стежили як за імовірним англійським шпигуном. Вступивши у Спілку польських літераторів, 1949 року він переселився до Кракова, де дістав квартиру у спілчанському будинку. На початку 1952-го Сломчинський став жертвою доносу співробітникам СБ, які потім змушували його до співпраці. У лютому 1953 року він вимушено підписав Резолюцію Спілки польських письменників у Кракові щодо судового процесу над священиками краківської курії. Щоб звільнитися з-під тиску СБ й уникнути можливого арешту, восени 1953 року він переїхав до Гданська. У 1954-му Сломчинський осів у Кракові й надалі кілька разів відмовлявся співпрацювати з органами. Внаслідок цього письменник у 1950-х роках мав труднощі з публікуванням своїх книжок, і в багатьох випадках йому доводилося підписуватися різними псевдонімами.
Мацей Сломчинський був членом Польської асоціації письменників і Спілки сценічних авторів і композиторів (з 1972). У 1973-му вступив у члени Ірландського інституту. Він належав до клубу «Ротарі», до ПЕН-клубу (з 1975) й обіймав посаду віце-президента міжнародної асоціації «Фонд Джеймса Джойса». 1975 року він, єдиний з усіх літераторів, що проживали в країнах соціалістичного табору, ввійшов у число засновників Міжнародної асоціації письменників-криміналістів.
Крім письменницької та перекладацької діяльності, Мацей Сломчинський викладав у Школі післядипломної літературної освіти молодих літераторів при Ягеллонському університеті. Був членом журі літературного конкурсу імені Ґеорґа Тракля, опікувався багатьма письменниками-початківцями.
Згідно з указом президента Александера Квасневського від 11 листопада 1997 року, Мацея Сломчинського, на знак визнання його видатного внеску в національну культуру, нагороджено Командорським Хрестом із Зіркою Ордена Відродження Польщі.
Від 1954-го й до кінця життя Мацей Сломчинський проживав у Кракові. Був тричі одружений. З Барбарою Таргонською мав сина Мацея Мар'яна (* 1944), журналіста; з Лідією Замков — сина Пйотра; з Тересою Ґжибовською — сина Войцеха (* 1962) — відомого математика, й дочку Малгожату (* 1966) — біохіміка, авторку книжки спогадів про батька «Я не міг бути інший. Загадка Мацея Сломчинського». Помер 20 березня 1998 року й похований на краківському Раковицькому цвинтарі, на Алеї заслужених. Однією з почестей, відданих Сломчинському як перекладачеві, став знятий у 1995-му документальний фільм про нього, названий «Drugi po Boy'u» («Другий після Боя»), — тобто після Тадеуша Бой-Желенського, якого вважають найвидатнішим польським перекладачем.

## Творчість
Загалом Мацей Сломчинський написав 45 власних прозових творів, 28 п'єс і сценаріїв, переклав з англійської польською 81 твір. На початок 2013 року 52 його книжки перекладено п'ятнадцятьма мовами. Тираж усіх його книжок становить близько десяти мільйонів.

### Проза
Сломчинський дебютував віршем, надрукованим навесні 1946 року в лодзькому щотижневому журналі «Tydzień». У 1947-му випустив кілька книжок для дітей, публікувався в журналі «Szpilki». Тоді ж вийшла його перша книжка «Десантуємося 6 червня» про Другу світову війну, а також дві пригодницькі повісті — «Фабрика смерті» (у часописі «Kurier Popularny») й «Завдання поручика Кента». Цього ж року Сломчинський опублікував першу частину роману-дилогії — «Злива», в якій описано останні дні перед вибухом Другої світової війни крізь призму дитячих справ і розваг. Друга частина під назвою «Марш олов'яних солдатиків» (1965) — це опис пригод і трагічних пережитків осамотілих хлопчиків, що мандрують на село із розбомбленої Варшави. 1948 року вийшла пригодницька повість «Сіра тінь», а в 1954 й 1956 — дві збірки оповідань для дітей: «Оповідання про далекі дороги» й «Оповідання». Увесь цей час письменник поміщав у різних виданнях публіцистичні, драматичні й поетичні твори. У 1957 році він написав повість «Кассіопея», в якій показав протистояння творчої інтелігенції та тоталітарного режиму й подав причини, які змушують її служити цьому режиму. Тоді ж Єжи Лісовський переклав «Кассіопею» французькою мовою (вийшла друком польською 2002 року).
1959 року опубліковано «Скажу вам, як він загинув» — першу з дев'яти детективних гостросюжетних повістей, написаних у 1959—1991 роках під псевдонімом Джо Алекс. Так само зветься й герой цих творів, емігрант із Польщі, під час Другої світової — пілот Королівських військово-повітряних сил Великої Британії, що живе в Англії й пише кримінальні романи. Матеріал для них він черпає з самого життя, бувши помічником і неофіційним радником Бена Паркера, інспектора Скотленд-Ярду, теж колишнього льотчика. Письменник-детектив розв'язує кримінальні загадки завдяки логічності й знанню психології. У цьому йому допомагає молода талановита археолог Кароліна Бікон. Ці книжки Сломчинського оригінальні, крім іншого, ще й тим, що їх назви взяті з фрагментів творів різних авторів і допомагають читачеві розв'язати загадку сюжету. У «Скажу вам, як він загинув» це фрагмент трагедії Есхіла «Орестея». У «Смерть говорить від мого імені» — Ежен Йонеско, «Крісла». «Ти тільки чорт» — Вільям Роулі, «Народження Мерліна»; «Тихим летом здоганяв я його» — Есхіл, «Евменіди»; «Де бракує десяти заповідей» — Редьярд Кіплінг, «Мандалай»; «Нехай знайдуть своїх ворогів» — Вільям Шекспір, «Король Лір»; «Пекло в мені» — Джон Мільтон, «Втрачений рай»; «Тиха, як останній подих» — Джордж Кросбі, «Мої роздуми про народження і смерть».
Під тим самим псевдонімом Сломчинський у 1972—1975 роках видав «Чорні кораблі» — цикл з одинадцяти повістей для молоді про пригоди троянця Біловолосого, що жив у XVI столітті до нової ери й ходив у похід по бурштин.
Під псевдонімом Казімеж Квасневський письменник із 1962-го по 1967 рік опублікував шість детективів, у яких дія відбувається в Польщі й слідство провадять польські міліціонери.
З усього доробку Мацея Сломчинського ці п'ятнадцять детективів мали найбільший успіх. Їх перекладено білоруською, болгарською, латиською, литовською, німецькою, російською, румунською, сербською, словацькою, словенською, угорською, українською, хорватською, чеською і шведською мовами.
2002 року посмертно вийшла книжка Сломчинського «Краєвид зі Скорпіоном», яка показала не тільки досконалість писання, але також і багатство уяви, влучність і проникливість політичних діагнозів і глибину екзистенціальних роздумів. Вона складалася з чотирьох повістей — «Інший берег», «Кассіопея», «Сам проти Фів» і «Краєвид зі Скорпіоном». Перші дві, написані відповідно 1946 і 1957 року, не було можливості видати через політичні причини. Над останньою автор працював багато років, переробляючи й змінюючи її. В усіх цих творах відкрито чи опосередковано критикується соціалістичний устрій.

### Драматургія
Майже всі драматичні твори Сломчинського написано для конкретних інсценізацій. Серед усього виділяється актуальністю та проблемністю п'єса «Самотність» (1956) про польських моряків, яких затримали на Тайвані чанкайшисти й змушували до прохання про політичний притулок. У творі піднято тему про вірність батьківщині, про стосунки партії й народу, наголошено на багатьох негараздах життя в соціалістичній Польщі. П'єса була резонансна й викликала суперечливі відгуки — від похвальних (Август Ґродзицький. Sprawy naszej współczesności, «Życie Warszawy», nr 160, 06-07-1956) до різко негативних (Ян Котт і Зенобіуш Стшелецький).
У 1959—1961 роках письменник під різними псевдонімами створив сімнадцять гостросюжетних п'єс, успішно інсценізованих у серіалі «Кобра» Польського телебачення. Ці п'єси тісно пов'язані з творчістю Сломчинського-прозаїка. «Накажу акторам повторити вбивство» (1959) стала основою однойменного прозового детективу (1965). За мотивами п'єс «Скажу вам, хто вбив» (1959), «Померлий зриває оплески» (1959), «Нетля — мертва голова» (1961), «Літак до Лондона» (1961) написано повісті — відповідно, «Скажу вам, як він загинув» (1960), «Смерть говорить від мого імені» (1960), «Тихим летом здоганяв я його» (1962) й «Нехай знайдуть своїх ворогів» (1962).

### Поезія
Упродовж усього періоду своєї творчості Мацей Сломчинський писав вірші, але опублікував тільки одну збірку поезій, призначених для дорослих. 1999 року, уже посмертно, вийшла книжка поезій «Плюгаві лімерики». У цьому жанрі він мав великі заслуги, хоча опублікував тільки дев'ять лімериків. З його слів, за все своє життя написав три-чотири тисячі таких віршів. Книжка викликала суперечливі відгуки критиків. До тих, кому подобалися лімерики Сломчинського, належала, зокрема, Віслава Шимборська.

### Переклад
Перекладацьку діяльність Сломчинський розпочав з оповідань Артура Конана Дойла «Встановлення особистості» (опубліковано в 1955-му) й «Спілка рудих» (1977). Наступним значним твором стала комедія Бена Джонсона «Варфоломіїв ярмарок» (1957). 1958 року вийшла книжка для дітей Джеймса Баррі «Пітер Пен», яка витримала шістнадцять видань. У 1959-му — «Світло в серпні» Вільяма Фолкнера.
До творів Шекспіра письменник взявся 1956 року, переклавши п'ять сонетів для постановки трагедії «Ромео і Джульєтта». У 1963-му й 1977-му він зробив переклади комедії «Все добре, що добре закінчується» й трагедії «Король Лір» — на замовлення режисера Єжи Яроцького. 1978 року переклав «Гамлета» для режисера Конрада Свінарського й відтоді поставив собі мету — перекласти всього Шекспіра. З того часу Сломчинський регулярно публікував ці твори в серії видавництва «Wydawnictwo Literackie». Цю роботу він закінчив 1988 року, й критики поставилися до неї по-різному. «Шекспір Сломчинського — це оригінальна, виразна пропозиція перекладу, масштабне завдання, проведене з пристрастю, знанням, великою вмілістю та ретельністю великого перекладача», — написала у вступі до повного зібрання творів Шекспіра професор Марта Гібінська.
Одні захоплювалися, як-от письменник і перекладач Юліуш Кидринський, і вказували на тонке лінгвістичне чуття та математичну точність. Інші критикували необізнаність із реаліями Англії XVI століття, погане розуміння англійської мови того часу та недоладність польської мови. До таких належали Анна Станевська, яка до 1981-го редагувала переклади Сломчинського, й Станіслав Бараньчак, видатний перекладач, що з 1990 по 2001 рік переклав 24 п'єси Шекспіра. Вони закидали роботі Сломчинського брак зрозумілості, правдивості й взагалі брак літературної цінності.
До найкращого в усьому перекладацькому доробку письменника належить «Улісс» Джеймса Джойса, над яким він працював з 1958 по 1969 рік. Коли вже була готова чернетка всього твору, Сломчинський спеціально поїхав до Дубліна, щоб відчути дух міста, пройтися місцями, де ходив автор. Ця книжка витримала одинадцять видань.
З усіх одинадцяти польськомовних версій двох книжок Льюїса Керрола «Пригоди Аліси в країні див» і «Аліса в Задзеркаллі» близький до оригіналу переклад Сломчинського витримав сім видань і в цьому поступається тільки роботі Антонія Мар'яновича, виконаній значно вільніше.
Мацей Сломчинський перекладав таких авторів, як Мері Елвін Пачетт, Едвард Роллінз, Бен Джонсон, Арчібальд Мак-Ліш, Максвелл Андерсон, Юджин Гладстоун О'Нілл, Джон Вебстер, Джон Мільтон, Джонатан Свіфт, Володимир Набоков, Роберт Луїс Стівенсон, Фредерік Мортон і Вільям Блейк. Переклав із давньогрецької цикл Есхіла «Орестея» («Агамемнон», «Жертва біля гробу», «Евменіди») та трагедію Евріпіда «Медея».
До кінця життя письменник перекладав поезію Вільяма Блейка та «Поминки по Фінеґану» Джеймса Джойса, яких не встиг перекласти.

## Твори

### Прозові твори

#### Під своїм прізвищем
- Lądujemy 6 czerwca, 1947, «Десантуємося 6 червня»
- Zadanie porucznika Kenta, 1947 — «Завдання поручика Кента»
- Fabryka śmierci, 1947 — «Фабрика смерті»
- Szary cień, 1948 — «Сіра тінь»
- Ulewa, 1948, — «Злива», роман для молоді
- Opowiadania, 1953 — «Оповідання»
- Opowidania o dalekich drogach, 1954 — «Оповідання про далекі дороги»
- Sam przeciw Tebom, 1961 — «Сам проти Фів»
- Marsz ołowianych żołnierzyków, 1965 — «Марш олов'яних солдатиків»
- Krajobraz ze Skorpionem, 2002 — «Краєвид зі Скорпіоном»

- Drugi brzeg — «Інший берег»
- Cassiopeia, 1957 — «Кассіопея»
- Sam przeciv Tebom — «Сам проти Фів»
- Krajobraz ze Skorpionem — «Краєвид зі Скорпіоном»

#### Під псевдонімом Джо Алекс
- Powiem wam jak zginął, 1959 — «Скажу вам, як він загинув»
- Śmierć mówi w moim imieniu, 1960 — «Смерть говорить від мого імені»
- Jesteś tylko diabłem, 1960 — «Ти тільки чорт»
- Cichym ścigałam go lotem, 1962 — «Тихим летом здоганяв я його»
- Niechaj odnajdą swoich wrogów (w antologii Pod szlachetnym koniem), 1962 — «Нехай знайдуть своїх ворогів» (в антології «Під шляхетним конем»), написано за п'єсою «Літак до Лондона»
- Zmącony spokój Pani Labiryntu, 1965 — «Порушений спокій Володарки Лабіринту»
- Gdzie przykazań brak dziesięciu, 1968 — «Де бракує десяти заповідей»
- Piekło jest we mnie (rozszerzone wydanie Niechaj odnajdą swoich wrogów), 1975 — «Пекло в мені» (розширене видання «Нехай знайдуть своїх ворогів»)
- Cicha jak ostatnie tchnienie, 1991 — «Тиха, як останній подих»
- Czarne okręty (цикл історичних повістей для молоді — RSW Prasa-Książka-Ruch, Warszawa 1972—1975) — «Чорні кораблі»
  - Ofiarujmy bogom krew jego, 1972 — «Жертвуємо богам його кров»
  - Oto zapada noc mroczna, 1972 — «Ось залягає похмура ніч»
  - Abyś nie błądził w obcej ciemności, 1972 — «Щоб ти не блукав у чужій пітьмі»
  - A drogi tej nie zna nikt, 1974 — «А тої дороги ніхто не знає»
  - Cień nienawiści królewskiej, 1974 — «Тінь королівської ненависті»
  - Lew was rozszarpał płowy, 1974 — «Вас розірвав жовтуватий лев»
  - Ciemny pierścień zakrzepłej krwi, 1974 — «Темний перстень скипілої крові»
  - Kraina umarłych liści, 1975 — «Країна мертвих листків»
  - Posejdon o białym obliczu, 1975 — «Посейдон із білим обличчям»
  - Niechaj umrze o wschodzie słońca, 1975 — «Нехай помруть на сході сонця»
  - Sam bądź księciem, 1975 — «Будь сам князем»

#### Під псевдонімом Казімеж Квасневський
- Śmierć i Kowalski (в титрах екранізації фігурує псевдонім Джо Алекс), 1962 — «Смерть і Ковальський»
- Zbrodniarz i panna (в титрах екранізації фігурує псевдонім Джо Алекс), 1965 — «Злочинець і панна»
- Każę aktorom powtórzyć morderstwo, 1965 — «Накажу акторам повторити вбивство»
- Gdzie jest trzeci król (в титрах екранізації фігурує псевдонім Джо Алекс), 1965 — «Де третій король»
- Ciemna jaskinia, 1966 — «Темна печера»
- Czarny Kwiat, 1967 — «Чорна квітка»

### Драматичні твори
- Rycerz szalony, 1949 — «Шалений лицар», фантастичний фарс за мотивами Крістофера Марло (не опубліковано)
- Hallo, Freddie, 1950 — «Привіт, Фредді», начерк комедії в трьох актах
- Nasze dziewczęta, 1951 — «Наші дівчата» (не опубліковано)
- Samotność, 1956 — «Самотність» (не опубліковано)
- Agato, strzelaj!, 1959 — «Стріляй, Агато!»
- Każę aktorom powtórzyć morderstwo, 1959 — «Накажу акторам повторити вбивство» (під псевдонімом Джо Алекс), не опубліковано
- Powiem wam kto zabił, 1959 — «Скажу вам, хто вбив» (під псевдонімом Джо Алекс), не опублікована адаптація повісті «Скажу вам, як він загинув»
- Różowa Guadelupa, 1959 — «Рожева Гваделупа» (під псевдонімом Agnes Soerssen), не опубліковано
- Umarły zbiera oklaski, 1959 — «Померлий зриває оплески» (під псевдонімом Джо Алекс), не опублікована адаптація повісті «Смерть говорить від мого імені»
- Hyx i Pindico, 1960 — «Гикс і Піндіко» (під псевдонімом Male Turkey), не опубліковано
- Imię twoje jest moim wrogiem, 1960 — «Твоє ім'я — мій ворог» (під псевдонімом Veronica O'Donnell), не опубліковано
- Mord w samolocie, 1961 — «Вбивство в літаку» (під псевдонімом Джо Алекс), не опубліковано
- Portret samotnego człowieka, 1960 — «Портрет самотньої людини»
- Ćma — trupia główka, 1961 — «Нетля — мертва голова» (під псевдонімом Джо Алекс), не опублікована адаптація повісті «Тихим летом здоганяв я його»
- Hotel pod Spokojnym Słońcem, 1961 — «Готель „Під спокійним сонцем“»
- Mały skórzany wóreczek, 19&61 — «Малий шкіряний мішечок»
- Pokój bez okien, 1961 — «Кімната без вікон» (під псевдонімом Barbara Snow), не опубліковано
- Puszka pomarańczowego soku, 1961 — «Банка помаранчевого соку» (під псевдонімом Джо Алекс), не опубліковано
- Samolot do Londynu, 1961 — «Літак до Лондона» під псевдонімом Джо Алекс), не опубліковано
- Skarb pirata, 1961 — «Скарб пірата» (під псевдонімом Monica Higgins), не опубліковано
- Węże Persabadu, 1961 — «Вужі Персабада» (під псевдонімом Nashur Gath Singh), не опубліковано
- Anna Livia, 1976 — «Анна Лівія», за творами Джеймса Джойса
- Panny z Acheronu, 1980 — «Панни з Ахерону», (під псевдонімом Джо Алекс)

### Збірки поезій
- Bajka o wiejskim zegarze; Bajka o zlotym kogucie, 1947 — «Казка про сільського годинника»; «Казка про золотого півня»
- Domek z bajki, 1947 — «Будиночок із казки»
- Imieniny krasnala, 1947 — «Іменини карлика»
- Kuźnia w lesie, 1947 — «Кузня в лісі»
- Leśna szkoła, 1947 — «Лісова школа»
- Makówka z Milankówka, 1947 — «Маківка з Мілянувка»
- Nieproszeni goście, 1947 — «Непрохані гості»
- Limeryki plugawe, 1999 — «Плюгаві лімерики»

### Кіносценарії
- Zbrodniarz i panna, 1963, reż. Janusz Nasfeter — «Злочинець і панна»
- Ostatni kurs, 1963, reż. Jan Batory — «Останній курс»
- Gdzie jest trzeci król, 1966, reż. Ryszard Ber — «Де третій король»

### Переклади
- Ben Jonson, Bartomiejowy jarmark, 1957 — Бен Джонсон. «Варфоломіїв ярмарок»
- James Matthew Barrie, Przygody Piotrusia Pana, 1958 — Джеймс Метью Баррі. «Пітер Пен»
- William Faulkner, Światłość w sierpniu, 1959 — Вільям Фолкнер. «Світло в серпні»
- Mary Elwyn Patchett, Tam nieposkromiony, 1959 — Мері Елвін Пачетт. «Там неприборканий»
- Edward Rollins, Cicha noc, 1959 — Едвард Роллінз. «Тиха ніч» (не надруковано)
- Ben Johnson, Volpone albo Lis, 1962 — Бен Джонсон. «Вольпоне, або Хитрий Лис»
- Arden z Feversham, 1965, 1977 — «Арден із Фівершама»
- Archibald MacLeish, Hiob, 1966 — Арчібальд Мак-Ліш. «Йов»
- Maxwell Anderson, Sceneria zimowa, 1967 — Максвелл Андерсон. «Зимова сценерія»
- James Joyce, «Ulisses», 1969 — Джеймс Джойс. «Улісс»
- Stanislaus Joyce, Stróż brata mego, 1971 — Станіслос Джойс. «Сторож мого брата»
- Lewis Carroll, Przygody Alicji w Krainie Czarów, 1972 — Льюїс Керрол. «Пригоди Аліси в країні див»
- Lewis Carroll, Po drugiej stronie lustra, 1972 — Льюїс Керрол. «Аліса в Задзеркаллі»
- Eugene Gladstone O'Neill, Wlochata małpa, Wszystkie Boże dziatki są skrzydlate, Wielki Bóg Brown, 'I śmiał się Łazarz, 1973 — Юджин Гладстоун О'Нілл. «Кошлата мавпа», «Усім дітям Божим дано крила», «Великий бог Браун», «Лазар сміявся»
- John Webster, Księżna d'Amalfi, 1973, 1989 — Джон Вебстер. «Герцогиня Малфі»
- John Milton, Raj utracony, 1974 — Джон Мільтон. «Втрачений рай»
- Geoffrey Chaucer, Troilus i Criseyda, 1978 — Джеффрі Чосер. «Троїл і Крессіда»
- Jonathan Swift, Podróże Guliwera, 1979 — Джонатан Свіфт. «Мандри Гуллівера»
- Ajschylos, Oresteja: Agamemnon, Ofiarnice, Eumenidy, 1982 — Есхіл. «Орестея»: «Агамемнон», «Жертва біля гробу», «Евменіди»
- Eurypides, Medea, 1988 — Евріпід. «Медея»
- Vladimir Nabokov, Skośnie w lewo, 1990 — Володимир Набоков. «Перев'яз наліво»
- James Matthew Barrie, Piotruś Pan w Ogrodach Kensingtońskich, 1991 — Джеймс Метью Баррі. «Пітер Пен у Кенсинґтонських садах»
- Robert Louis Stevenson, Przedziwna historia doktora Jekylla i pana Hyde'a, 1994, 1999 — Роберт Луїс Стівенсон. «Дивна історія доктора Джекілла і містера Гайда»
- Lewis Carroll, Przygody Sylvii i Bruna, 1994 — Льюїс Керрол. «Сільвія і Бруно»
- Frederic Morton, Rothschildowie: portret rodzinny, 1995 — Фредерік Мортон. «Ротшільди: портрет родини»
- Вільям Шекспір. Усі відомі твори (1963 — 1988)
- William Blake, Czterej Zoa, 2006 — Вільям Блейк. «Чотири Зої»

## Нагороди і відзнаки
- 1972 — Літературна премія Спілки сценічних авторів і композиторів (у галузі перекладу)[16]
- 1975 — Премія ПЕН-клубу — за переклад «Втраченого раю» Мільтона
- 1977 — Премія від нью-йоркського Фонду А. Южиковського[17]
- 1996 — Премія краківського воєводи[17]
- 1997 — Командорський Хрест із Зіркою Ордена Відродження Польщі

## Переклади творів Сломчинського українською
- Даровська Зоф'я, Земський Кристин, Квашневський Казімеж. Таємниця п'ястівських орлів; Партитура злочину; Загибель судді Мрочека // Таємниця п'ястівських орлів — К.: Дніпро, 1973. — 336 с.

## Пошанування
- Іменем Сломчинського названо вулицю в Кракові
- 1995 — знято документальний фільм про Сломчинського «Drugi po Boy'u»
- 2004 — Засновано премію імені Сломчинського за найкращі твори студентів Школи післядипломної літературної освіти молодих літераторів
- 2007 — знято документальний фільм про Сломчинського «Errata do biografii»